# Bárbara Bécquer
Bárbara Bécquer Rivero (L'Avana, 31 dicembre 1957) è un'ex cestista cubana.

## Carriera
Con Cuba ha disputato i Giochi olimpici di Mosca 1980 e due edizioni dei Campionati mondiali (1983, 1986).